# アフガニスタン女性革命協会

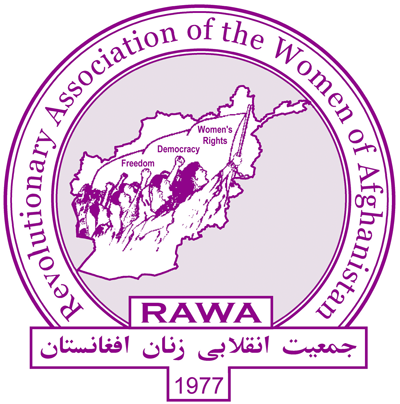
RAWAのロゴ

アフガニスタン女性革命協会（アフガニスタンじょせいかくめいきょうかい、英語: Revolutionary Association of the Women of Afghanistan, ペルシア語: جمعیت انقلابی زنان افغانستان, パシュトー語: د افغانستان د ښڅو انقلابی جمعیت）とはアフガニスタンの女性解放と世俗主義国家の樹立を求めて1977年に結成されたムスリムの女性人権団体である。略称はRAWA。創設者はミーナー・ケシュワル・カマール。
設立当初の本部事務所はアフガニスタンの首都カーブルを拠点としていたが、1980年代初頭にパキスタンのクエッタへ移転した。創設以来現在までパキスタン国内の難民キャンプ及びアフガニスタン国内で人権侵害を受けた女性の保護や女子教育を行っている。いわゆるリベラル・ムスリムの活動組織の一部。
ソ連軍とアメリカのアフガニスタン侵攻、ターリバーン、北部同盟などの狂信的イスラム原理主義者に対する強い反抗の姿勢でも知られている。非暴力的な戦略を支持しているが、創設者ミーナを始め、多くのメンバーが狂信的なイスラーム過激派によって殺害された。